# Walerij Prijomychow
Walerij Michajłowicz Prijomychow (ros. Вале́рий Миха́йлович Приёмыхов; ur. 26 grudnia 1943 w Kujbyszewce Wostocznoj, zm. 25 sierpnia 2000 w Moskwie) – radziecki oraz rosyjski aktor teatralny i filmowy, reżyser, scenarzysta i pisarz, uhonorowany tytułem Zasłużonego Działacza Sztuk Federacji Rosyjskiej w 1994 roku.

## Życiorys
Swoją karierę aktorską zapoczątkował w Ussuryjskim teatrze dramatycznym. W 1973 roku ukończył Rosyjską Akademię Sztuki Teatralnej. Przedwcześnie zmarł z powodu nowotworu układu nerwowego. Został pochowany na Cmentarzu Kuncewskim.

## Filmografia
- 1987: Chłodne lato pięćdziesiątego trzeciego(inne języki)[1] – jako „Łuzga”
- 1994: Psy 2. Ostatnia krew[2]